# هاري جوزيف فلين
هاري جوزيف فلين (بالإنجليزية: Harry Joseph Flynn)‏ هو كاهن كاثوليكي أمريكي، ولد في 2 مايو 1933 في سكنيكتادي في الولايات المتحدة.